# Klaus Herzer
Klaus Herzer (* 23. März 1932 in Göppingen) ist ein deutscher Maler und Holzschneider.

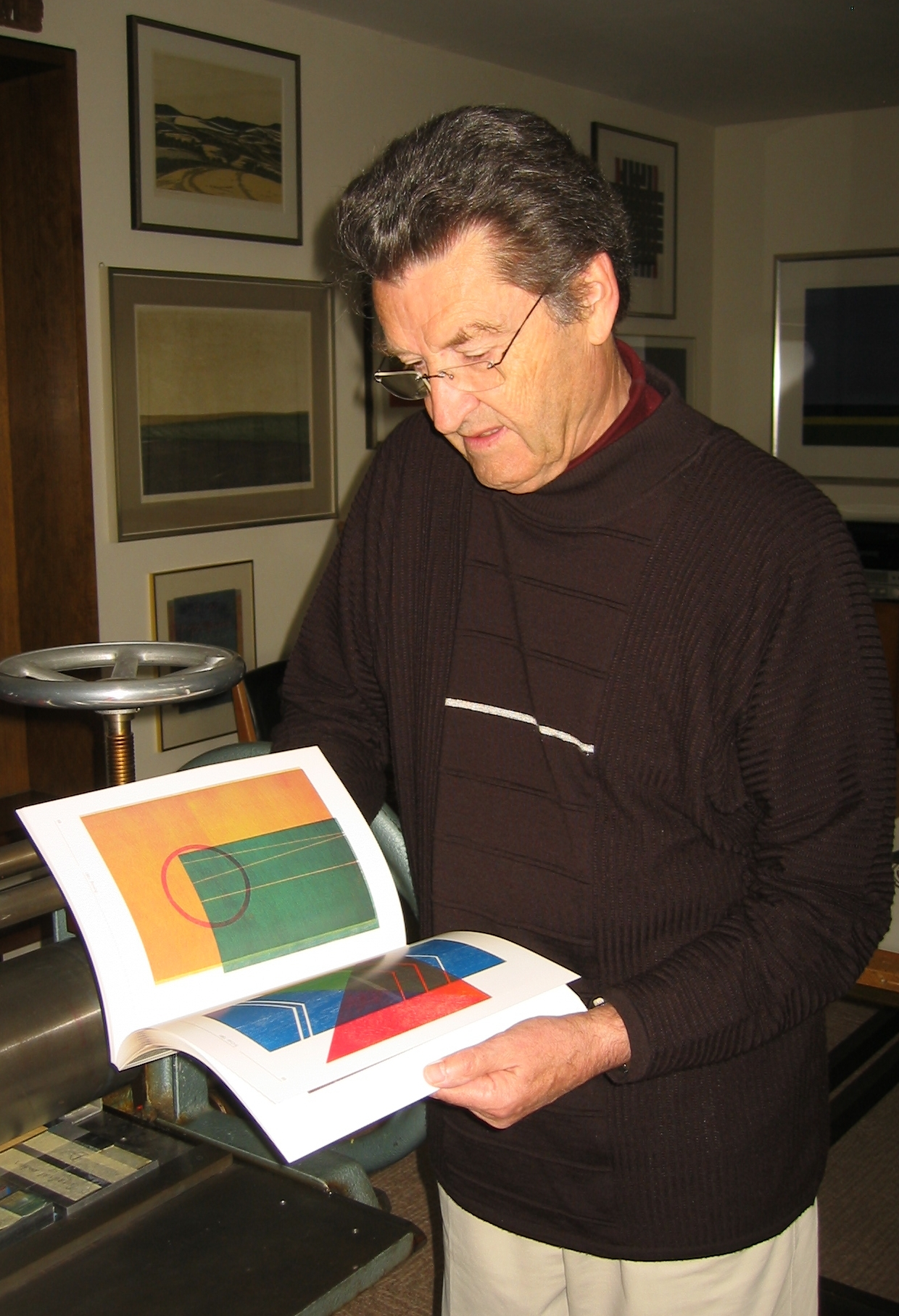
Klaus Herzer in seinem Atelier (2017)

## Leben
Klaus Herzer verbrachte seine Kindheit und Jugend in Bad Waldsee und Bad Saulgau in Oberschwaben. Von 1947 bis 1957 machte er eine Ausbildung zum Werkslehrer. Dabei erhielt er wichtige Impulse und die Bestärkung in der künstlerischen Arbeit durch den Zeichenlehrer und Maler Otto Lauber in der Lehreroberschule Saulgau und durch den Metallbildhauer Julius Schramm im Werklehrerseminar Esslingen. Von 1955 bis 1984 war Herzer als Lehrer tätig. Seit 1967 lebt er in Mössingen.
Seit 1971 bilden Holz- und Metalldrucke sowie Monotypien den Schwerpunkt seiner künstlerischen Arbeit.

## Ehrungen
- 1992 Verleihung der Bürgermedaille der Stadt Mössingen
- 2001 Gründung der Kunststiftung Klaus Herzer, Eröffnung des Holzschnitt-Museums Klaus Herzer in Öschingen
- 2007 Verleihung der Ehrenplakette der Stadt Mössingen

## Sammlungen (Auswahl)
Werke von Klaus Herzer befinden sich u. a. in den folgenden wichtigen öffentlichen und privaten Sammlungen
- Staatsgalerie Stuttgart

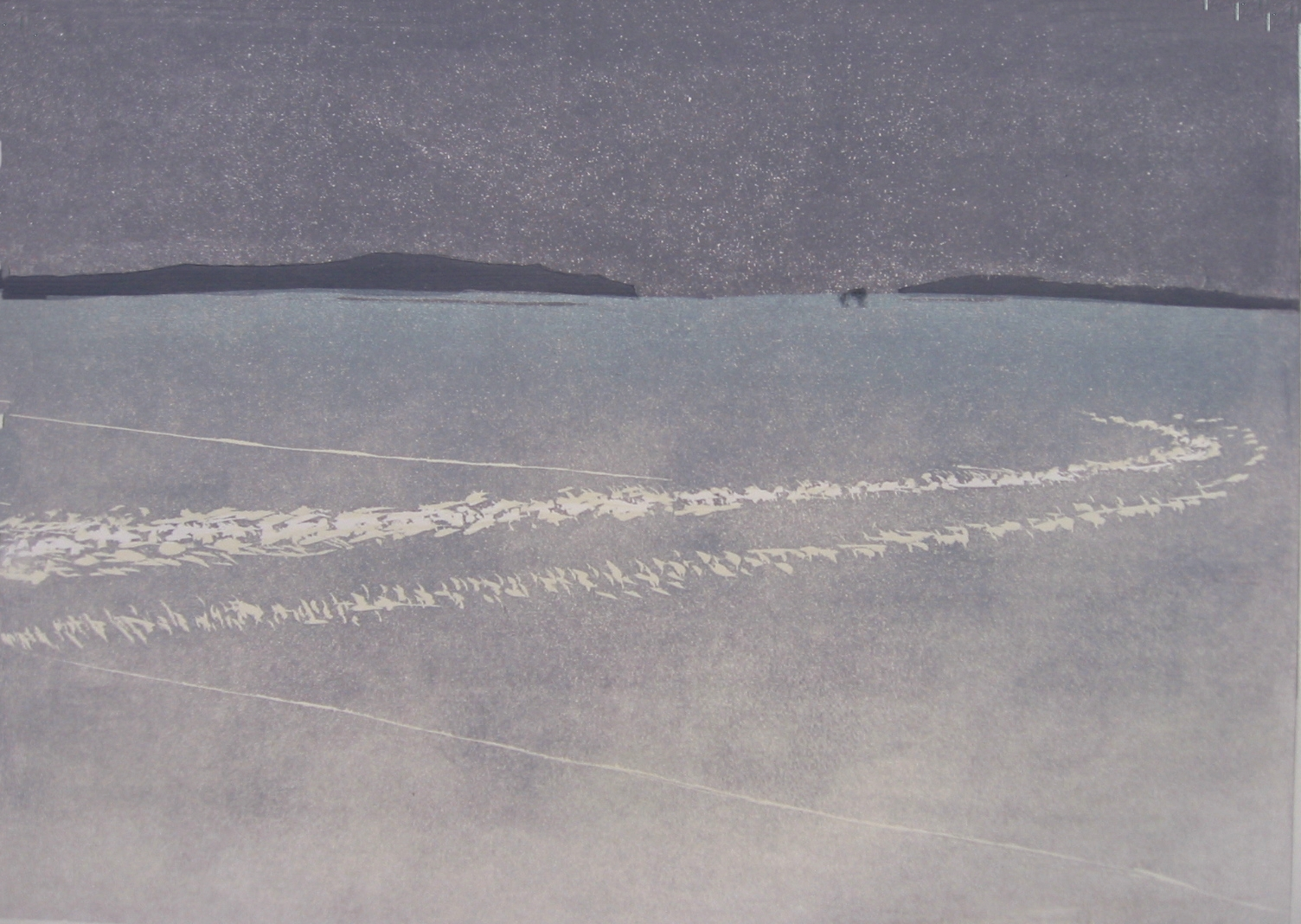
D 21 Albwinter I

- Institut für Auslandsbeziehungen (IfA) Stuttgart
- Landesmuseum für Technik und Arbeit Mannheim
- Kunstmuseum Albstadt
- Kunstmuseum Spendhaus Reutlingen
- Holzschnitt-Museum Klaus Herzer Mössingen-Öschingen
- Museum für Papier- und Buchkunst Lenningen
- Diözesanmuseum Rottenburg a. N.
- Städtische Galerie Die Fähre, Saulgau
- Regierungspräsidien Stuttgart und Tübingen

### Einzelausstellungen

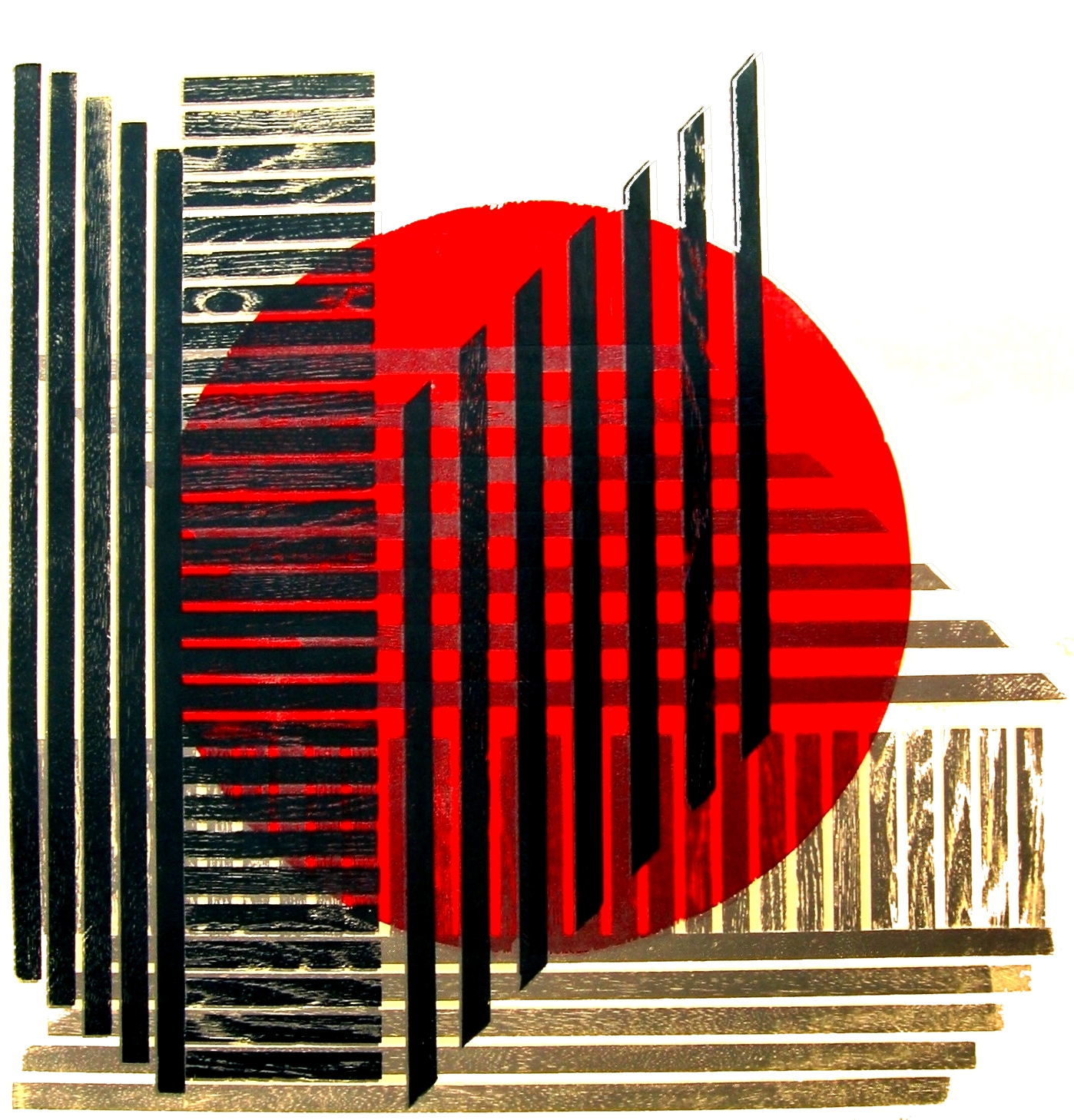
D 374 Remember T 06

## Weblinks

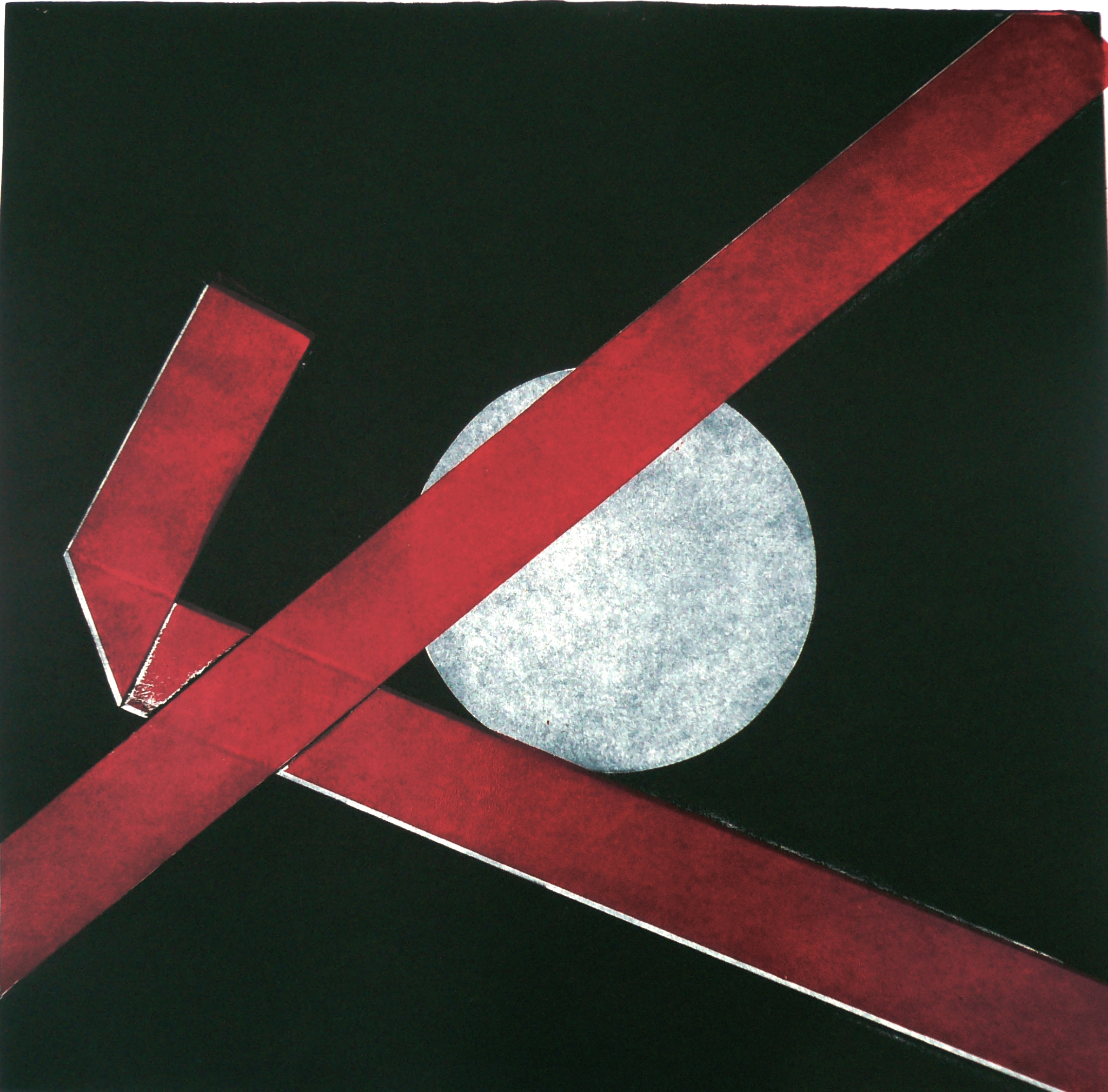
D 108 Faltung 16-1 2016